# Национална природо-математическа гимназия
Националната природо-математическа гимназия „Академик Любомир Чакалов“ (съкратено НПМГ) е национална гимназия в София. Носи името на българския математик академик Любомир Чакалов.
НПМГ е асоциирано училище към СУ „Св. Климент Охридски“.
В училището учат около 1300 ученици, които са разделени в специалностите(средно образование):
- Математика и информатика (52 ученици, 2 паралелки с английски/немски език)
- Физика (26 ученици, 1 паралелка с английски език)
- Химия (26 ученици, 1 паралелка с английски език)
- Биология (26 ученици, 1 паралелка с английски език)
- Биология и химия (26 ученици, 1 паралелка с немски език)
- География и икономика (26 ученици, 1 паралелка с английски език)

През учебната 2021/2022 в НПМГ са въведени и 2 математически паралелки за ученици от 5 до 7 клас(52 ученици, 2 паралелки). 
Директор на гимназията е Ивайло Ушагелов. В гимназията преподават над 70 учители, като част от тях са университетски преподаватели.
В емблемата на училището е изобразен метод за доказване на Питагоровата теорема, описан в китайския сборник „Джоу Би Суан Дзин“.

## История
Развитието на гимназията може да бъде представено с по-важните събития и години в историята ѝ:
- Септември 1964 г. – по инициатива на Математическия факултет на Софийския университет към Осмо средно политехническо училище в София се открива първата математическа паралелка в страната. Подготовката на учебните планове и обучението по математика се възлага на преподавателите от Математическия факултет.
- 1966 г. – за първи път е утвърден статут на математическите паралелки, според който учениците с оценка над 5,00 се приемат в Математическия факултет на СУ без изпит.
- Септември 1968 г. – математическите паралелки се обособяват в самостоятелна гимназия със засилено изучаване на математика.
- 1974 г. – открива се паралелка със засилено изучаване на физика към Физическия факултет на СУ.
- 1976 г. – открива се паралелка със засилено изучаване на химия към Химическия факултет.
- 1977 г. – открива се паралелка със засилено изучаване на биология към Биологическия факултет.
- 1983 г. – започва преустройство на образователната система в България. Следващата година се откриват 2 нови паралелки – профили „Биотехнологии“ и „Науки за земята“.
- 1992 г. – с учебните планове на базата на съществуващите вече паралелки се оформят сегашните профили „Математика и информатика“ (2 паралелки), „Физика“ (1 паралелка), „Химия“ (1 паралелка), „Биология и биотехнологии“ (2 паралелки) и „Науки за земята“ (1 паралелка).
- 1993 г. – за пръв път по инициатива на ректора на Софийския университет се изготвят Основни положения за съвместната работа на Софийския университет и Националната природо-математическа гимназия като асоциирано методическо звено.
- 1994 г. – с решение на Академичния съвет на СУ НПМГ е призната за природо-математически лицей на Софийския университет.

## Завършили НПМГ

### Забележителни възпитаници
- Васил Божков
- Татяна Дончева
- Стати Статев
- Димитър Екимов
- Стилиян Иванов
- Александър Пешев
- Димитър Ганчев
- Радослав Гиздавски
- Таня Андреева
- Бойко Златев
- Светослав Митев
- Николай Денков

### НПМГ Alumni Club
Клубът на възпитаниците на НПМГ, НПМГ Alumni Club, е основан през март 2017. Сдружението цели да създаде дълготрайни и активни контакти между завършилите гимназията, да се интегрира в учебния процес на НПМГ чрез научни и социални събития, както и да насърчи интереса към природните науки  математиката у младите ученици.